# Antonio Del Prete
Antonio Del Prete (Taranto, 26 dicembre 1934 – Torricella, 17 ottobre 2022) è stato un politico italiano.

## Biografia
Avvocato di professione, fu sindaco di Torricella negli anni settanta, poi senatore del Movimento Sociale Italiano dal 1983 al 1987 e deputato di Alleanza Nazionale dal 1994 al 1996.
Nel 2004 fu candidato presidente della Provincia di Taranto per Alternativa Sociale ottenendo lo 0,9% dei voti. Sempre nel 2004 fu candidato al Parlamento europeo per la stessa lista, senza venire eletto. Alle elezioni politiche del 2008 fu candidato alla Camera dei Deputati per La Destra - Fiamma Tricolore nella circoscrizione Emilia Romagna, ma non venne eletto per via del mancato raggiungimento della soglia di sbarramento da parte della lista.
È morto nella sua casa di Torricella il 17 ottobre del 2022 all'età di 87 anni.